# Austrofilius arnaudi
Austrofilius arnaudi är en kräftdjursart som beskrevs av Oleg Grigor'evich Kussakin och Galina S. Vasina 1980. Austrofilius arnaudi ingår i släktet Austrofilius och familjen Janiridae. Inga underarter finns listade i Catalogue of Life.